# Poienarii Burchii
Poienarii Burchii est une commune roumaine du județ de Prahova, dans la région historique de Valachie et dans la région de développement du Sud

## Géographie
La commune de Poienarii Burchii est située dans le sud du județ. à la limite avec le județ de Dâmbovița à l'ouest et celui de Ilfov au sud, sur la rive gauche de la rivière Ialomița, dans la plaine valaque, à 28 km au sud de Ploiești, le chef-lieu du județ et à 50 km au nord de Bucarest, la capitale roumaine.
La municipalité est composée des huit villages suivants (population en 1992) :
- Cărbunari (141) ;
- Ologeni (1 934) ;
- Piorești (459) ;
- Podu Văleni (314) ;
- Poienarii Burchii (1 620), siège de la municipalité ;
- Poienarii-Rali (1 270) ;
- Poienarii Vechi ;
- Tătărăi (814).

## Histoire
La première mention écrite de la commune date de 1594.

## Politique et administration
| Période                                  | Période  | Identité       | Étiquette | Qualité |
| ---------------------------------------- | -------- | -------------- | --------- | ------- |
| Les données manquantes sont à compléter. |          |                |           |         |
| 2008                                     | En cours | Daniel Nedelcu | PNL       |         |

| Parti | Parti                                                 | Sièges |
| ----- | ----------------------------------------------------- | ------ |
|       | Parti social-démocrate (PSD)                          | 4      |
|       | Parti national libéral (PNL)                          | 7      |
|       | Union nationale pour le progrès de la Roumanie (UNPR) | 2      |

## Religions
En 2002, la composition religieuse de la commune était la suivante :
- Chrétiens orthodoxes, 94,63 % ;
- Pentecôtistes, 2,79 % ;
- Chrétiens évangéliques, 1,46 % ;
- Adventistes du septième jour, 0,66 %.

## Démographie
En 2002, la commune comptait 5 779 Roumains (99,14 %) et 47 Tsiganes (0,80 %). On comptait à cette date 2 547 ménages.
| 1992  | 2002  | 2007  |
| ----- | ----- | ----- |
| 6 582 | 5 829 | 5 431 |

## Économie
L'économie de la commune repose sur l'agriculture et l'élevage.

## Communications

### Routes
De Ploiești, on atteint la commune par la route nationale DN1 et la route régionale DJ101E et DJ100B.

### Voies ferrées
Poienarii Burchii est située sur la ligne de chemin de fer Ploiești-Bucarest.

## Lieux et monuments
- Poienarii Burchii, monastère Pisiota de 1928.